# Marxa nòrdica
|  | Aquest article tracta sobre moure's fent servir les cames i bastons.. Vegeu-ne altres significats a «Marxa (desambiguació)». |

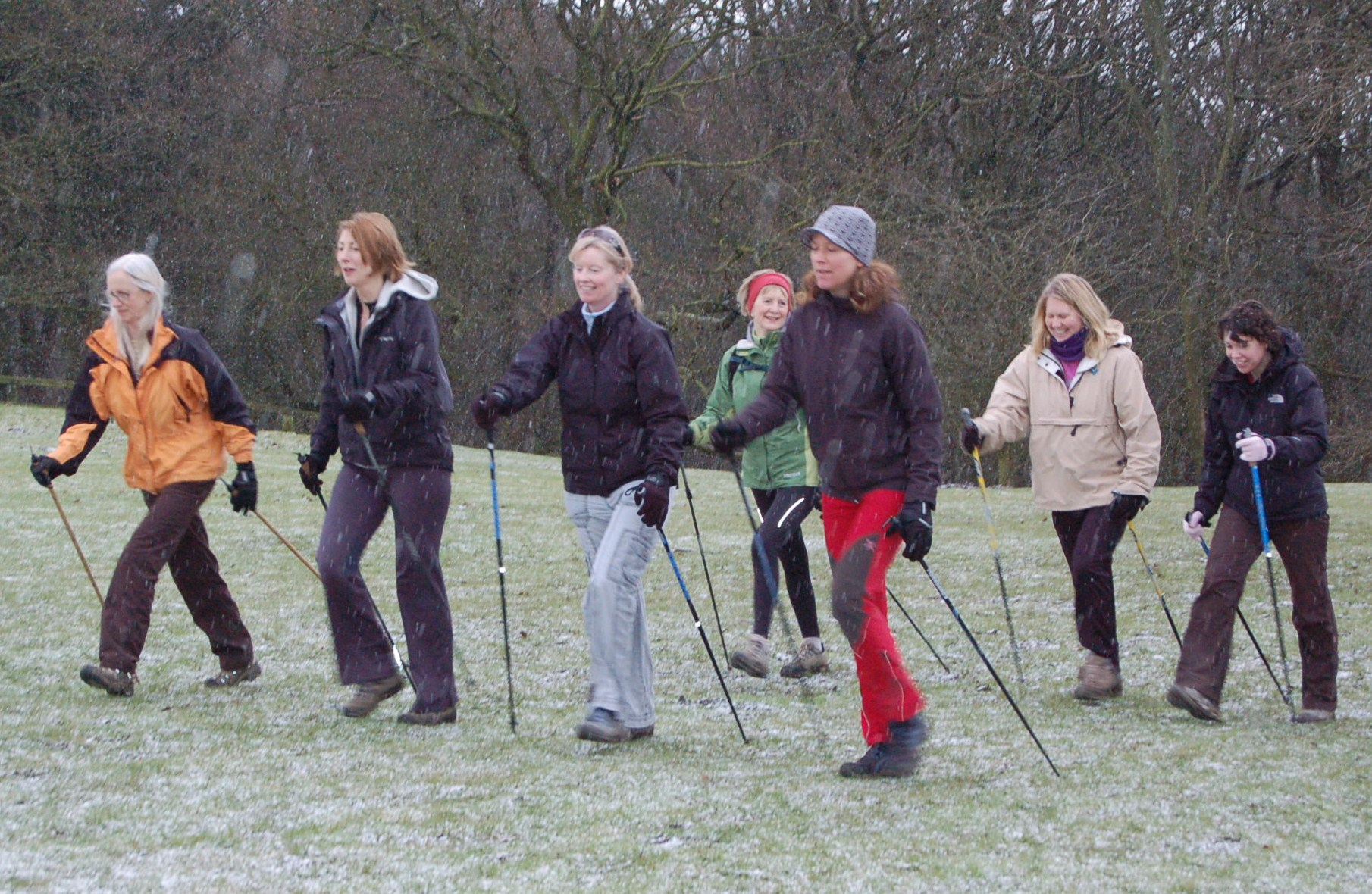
Grup practicant marxa nòrdica a Anglaterra

La marxa nòrdica (en anglès, Nordic walking; en finès sauvakävely) és un esport que consisteix en caminar amb dos bastons. Va néixer a Finlàndia com una forma d'entrenament per als esquiadors de fons a l'estiu.

## Història
La marxa nòrdica -Nordic Walking- té els seus orígens als anys 30 del segle passat, quan els esquiadors d'esquí de fons de Finlàndia, utilitzaven la tècnica de l'esquí de fons, a l'estiu, per a entrenar i arribar en millor forma a la temporada d'hivern.
El fundador de la marxa nòrdica va ser el finlandès Mauri Repo (1945-2002). Mauri Repo va ser entrenador d'esportistes olímpics finlandesos i responsable de la Suomen Työväen Urheiluliitto (TUL), la Federació d'Esports dels Treballadors Finlandesos. Mauri Repo va definir per primera vegada el Nordic Walking en la seva obra Hiihdon lajiosa (TUL, 1979).
Altres figures de la marxa nòrdica han estat Leena Jääskelainen i Tuomo Jantunen, ambdós finlandesos també.
Leena Jääskelainen. Les primeres lliçons de caminar amb pals, documentades fora de l'àmbit de l'entrenament esportiu, foren a càrrec de Leena Jääskelainen, una professora d'educació física de l'escola de Viherlaakso (Helsinki), l'any 1966. La mateixa Leena, en el període 1968-1971, com a docent de la Facultat d'Educació Física i Ciències de l'Esport de la Universitat de Jyväskylä, va introduir els exercicis amb pals com a eina a utilitzar en les classes d'educació física. Durant el període 1973-1991, Leena va tenir el càrrec d'Inspectora en Cap de la Junta Nacional d'Educació del Ministeri d'Educació, i va introduir el caminar amb pals dins les “Noves idees per a l'Educació Física a l'escola”. I l'any 1987, protagonitzà la primera presentació de caminar amb pals d'esquí en un esdeveniment públic en la Finlandia Kävely (Caminada de Finlàndia) a Tampere.
Tuomo Jantunen. Director de Suomen Latu (Associació Centrals per als Esports Recreatius i Activitats a l'Aire Lliure), va ser la persona clau en promoure la marxa nòrdica a Finlàndia. El dia 5 de gener de 1988 va organitzar la primera caminada pública amb pals al centre de Hèlsinki. L'any 1996 va començar la col·laboració entre Suomen Latu, l'Institut d'Esports de Vierumäki i EXEL, qui l'any 1997 va presentar el primer pal específic de marxa nòrdica, anomenat Nordic Walker, i es produeix el llançament internacional de l'activitat amb el nom de Nordic Walking.
L'any 2000 es crea a Finlàndia la International Nordic Walking Federation (INWA), primer associació i posteriorment federació de marxa nòrdica. L'any 2005 es crea també la International Nordic Fitness Organisation (INFO) Arxivat 2012-02-26 a Wayback Machine., després d'una escissió de la INWA. L'any 2005 la INWA inicia el seu camí a l'Estat Espanyol INWA-Spain, de la mà de l'Associació Esportiva Nordic Walking Catalunya. Va ser aquesta la primera en ser inscrita pel Registre d'Entitats Esportives de la Generalitat de Catalunya amb la marxa nòrdica com a activitat principal en els seus estatuts.
Als anys 80, el nord-americà Tom Rutlin va crear Exerstrider, una versió del senderisme clàssic amb diferències tècniques amb el Nordic Walking. L'any 1997, el finès Marko Kantaneva també va crear la tècnica Sauvakävely.
Avui, la marxa nòrdica és un esport molt popular a Finlàndia i també a altres països d'Europa: Alemanya, Àustria, Polònia, Itàlia, França…

## Beneficis per a la salut
La correcta utilització dels bastons implica activament a la part alta del cos en l'acte de caminar, projectant-lo cap endavant. L'esforç físic es distribueix de forma versàtil, equilibrada i apropiada, sobre diversos grups musculars de tot el cos. L'aplicació correcta de la tècnica de l'ús del pal ofereix la possibilitat d'intensificar, de manera significativa, la progressió de la gambada, augmentant el treball muscular de la part alta del cos. Tanmateix, dona la possibilitat d'implicar altres músculs de la resta del cos.
L'Hospital de Sant Rafael de Barcelona va ser l'entitat pionera a Catalunya en introduir la marxa nòrdica en un centre de salut.

## Tècnica i material
La marxa nòrdica és una modalitat d'activitat física, on a la caminada natural se li afegeix l'ús actiu d'uns pals específics, dissenyats per a la pràctica de la marxa nòrdica. Tanmateix, les característiques de la caminada natural i biomecànicament correcta es mantenen en tots els seus aspectes.
L'amplitud i el moviment del braç, en una correcta tècnica de marxa nòrdica, respecta la traça del moviment de la caminada natural.
Aquestes són algunes de les característiques similars a la tècnica clàssica de l'esquí de fons -origen del Nordic Walking-:
- La inclinació del pal durant la fase de suport.
- Control del pal mitjançant la dragonera i la corretja.
- Ús actiu i dinàmic dels pals.
La tècnica de la marxa nòrdica es basa en els principis següents:
- Tècnica correcta del caminar.
- Una postura i una correcta alineació del cos, l'estabilitat central, l'ús actiu dels músculs de l'esquena i l'abdomen.
- Ús adequat de la tècnica específica dels pals -tècnica similar a l'esquí de fons, pas clàssic-.
La INWA promou l'ensenyament de la marxa nòrdica mitjançant l'anomenada tècnica diagonal, seguint un procediment d'instrucció recollit en la "Metodologia de les 10 passes" de la INWA, i on es recullen escrupolosament els principis anteriors.
A banda d'aquesta tècnica i metodologia, existeixen altres variants d'aquesta tècnica (Sauvakävely de Marko Kantaneva, ALFA-247...). La de Marko Kantaneva, per exemple, proposa: respecte a la biodinàmica de caminar, una posició confortable, un moviment de peus que vagi des del taló fins a la punta del dit gros del peu, torsió de la pelvis amb moviments lents, etc.
Pel que fa al material, un bon pal de marxa nòrdica es basa en les característiques següents:
- Part superior: mànec ergonòmic i una dragonera especial.
- Part central: una canya resistent, lleugera i rígida o lleugerament flexible.
- Part inferior: una puntera rígida i un tac de goma per l'asfalt, especialment dissenyats per a la pràctica del Nordic Walking.

## Competició
La INWA celebra la seva primera Copa del Món de Nordic Walking l'any 2017. Sergi Garcia i Gisbert i Davínia Carrillo van ser els primers catalans en participar en una Copa del Món. Tots dos van assolir pòdium en les seves respectives categories.
La WONWF (World Original Nordic Walking Federation), fundada l'any 2011, celebra el seu primer Campionat del Món de Nordic Walking l'any 2018. La ENWO (European Nordic Walking Organisation), fundada l'any 2015, des d'aquesta data, celebra Campionats d'Europa.
Les federacions francesa i italiana d'atletisme, afiliades a la Federació Internacional d'Atletisme (IAAF), han admès la marxa nòrdica com a esport en els últims anys i tenen competicions nacionals.
L'any 2008, es va fundar el WR-NW (World Ranking-National and World Race Walking), el Rànquing Mundial de Marxa Nòrdica i d'altres disciplines atlètiques, institució dedicada als campionats internacionals i els rècords del món de marxa nòrdica i d'altres disciplines.
El Rànquing Mundial reconeix a nivell internacional a les federacions INWA, WONWF i ENWO, i a federacions d'atletisme que disputen campionats nacionals i competicions de marxa nòrdica.
Els rècords del món que reconeix són els establerts en ruta i pista; en proves de fons, d'ultraresistència (distàncies superiors a la marató de 42,195 km) i de Multiday (diversos dies).
Les principals proves de marxa nòrdica estan supervisades per jutges de marxa nòrdica o d'atletisme que es fonamenten en un Reglament que obliga a mantenir el contacte amb el terra almenys d'un peu, la tècnica en diagonal, etc.